# WrestleMania X8
WrestleMania X8 a fost cea de-a optsprezecea ediție a pay-per-view-ului WrestleMania organizat de promoția World Wrestling Federation. A avut loc pe data de 17 martie 2002 în arena SkyDome din Toronto, Ontario, fiind cea de-a doua gală WrestleMania desfășurată în Canada. Audiența record pentru arena din Toronto (68,237 de spectatori) a adus organizatorilor încasări de aproximativ 6.1 milioane de dolari canadieni (3.9 milioane $ americani)
WrestleMania X8 a fost ultima ediție WrestleMania promovată ca un eveniment World Wrestling Federation.
Sloganul WrestleMania X8 a fost The One And Only. Melodia oficială a evenimentului a fost "Tear Away" interpretată de către Drowning Pool. Cea de-a doua melodie a evenimentului a fost piesa "Superstar", interpretată de trupa Saliva. Cele două formații au avut fiecare două prestații live : Drowning Pool a cântat melodia oficială și melodia de intrare a lui Triple H ("The Game"), iar Saliva piesa Superstar și melodia de intrare a echipei Dudley Boyz ("Turn the Tables").

## Rezultate
- Meci Sunday Night HEAT: Rikishi, Scotty 2 Hotty și Albert i-au învins pe Mr. Perfect, Lance Storm, și Test, arbitrul special al meciului fiind Jacqueline (3:06)
  - Rikishi l-a numărat pe Mr. Perfect, după ce i-a aplicat acestuia un Banzai Drop.

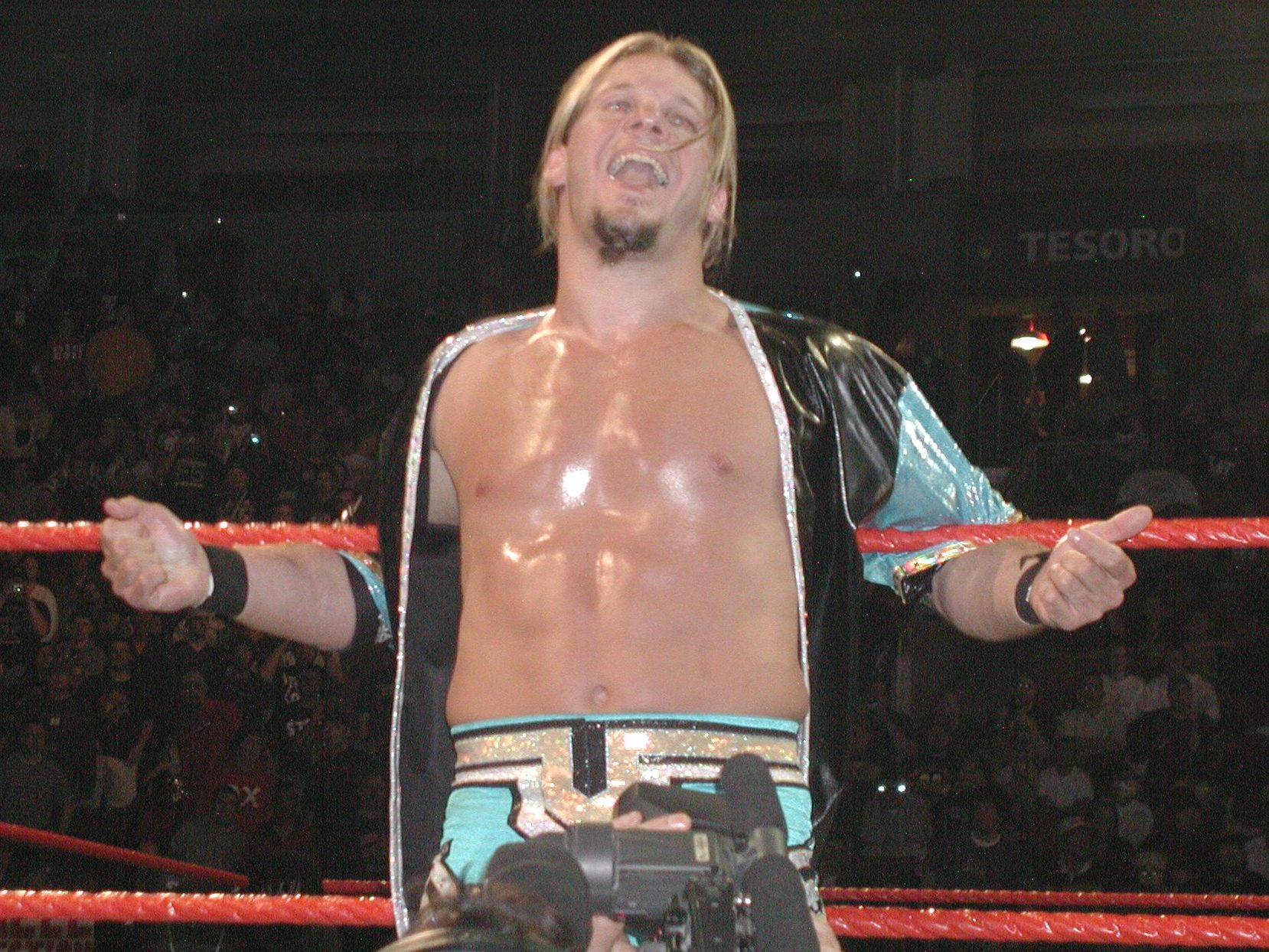
Chris Jericho

- Rob Van Dam l-a învins pe William Regal, devenind noul campion intercontinental WWF (6:19)
  - RVD a câștigat prin pinfall, după ce a efectuat un Five-Star Frog Splash.
- Diamond Dallas Page l-a învins pe Christian păstrându-și centura WWF European Championship (6:08)
  - DDP a câștigat prin pinfall, după ce i-a aplicat lui Christian un Diamond Cutter.
- Campionul Hardcore WWF Maven s-a luptat cu Goldust într-un meci Hardcore terminat cu un no-contest (3:15)
  - Meciul s-a terminat atunci când Spike Dudley a intervenit și l-a numărat pe Maven, conform regulilor 24/7, devenind noul campion Hardcore.
- Lupta pentru titlul Hardcore a continuat în culise, The Hurricane l-a numărat pe Spike Dudley folosindu-se de aceleași reguli (24/7), câștigând centura.
- Kurt Angle l-a învins pe Kane (10:45)
  - Angle a câștigat prin pinfall, folosind un roll-up și sprijinindu-se de corzile ringului.
- The Undertaker l-a învins pe Ric Flair într-un No Disqualification match (18:47)
  - Undertaker a câștigat prin pinfall, după ce i-a aplicat lui Flair un Tombstone Piledriver.
- Edge l-a învins pe Booker T (6:32)
  - Edge l-a numărat pe Booker, după ce i-a aplicat un Edgecution.
- Lupta pentru titlul Hardcore a continuat în culise, Mighty Molly devenind noul campion după ce l-a numărat pe The Hurricane.
- Steve Austin l-a învins pe Scott Hall (însoțit de Kevin Nash) (9:51)
  - Austin a câștigat prin pinfall, după ce i-a aplicat un Stone Cold Stunner.
- Billy și Chuck i-au învins pe The APA (Faarooq și Bradshaw), The Dudley Boyz (Bubba Ray & D-Von) (însoțiți de Stacy Keibler) și pe The Hardy Boyz (Matt & Jeff) într-un meci de tipul Four Corners Elimination match, păstrându-și  centura WWF Tag Team Championship (13:50)
  - D-Von l-a numărat pe Bradshaw, după aplicarea unui 3D (3:25)
  - Matt l-a numărat pe Bubba Ray, după ce Jeff a executat o Swanton Bomb (11:48)
  - Billy l-a numărat pe Jeff, după ce l-a lovit cu una din centuri. (13:50)
- În culise, centura Hardcore și-a schimbat din nou deținătorul, Christian devenind noul campion, după ce l-a izbit de o ușă de metal pe Mighty Molly și l-a numărat.

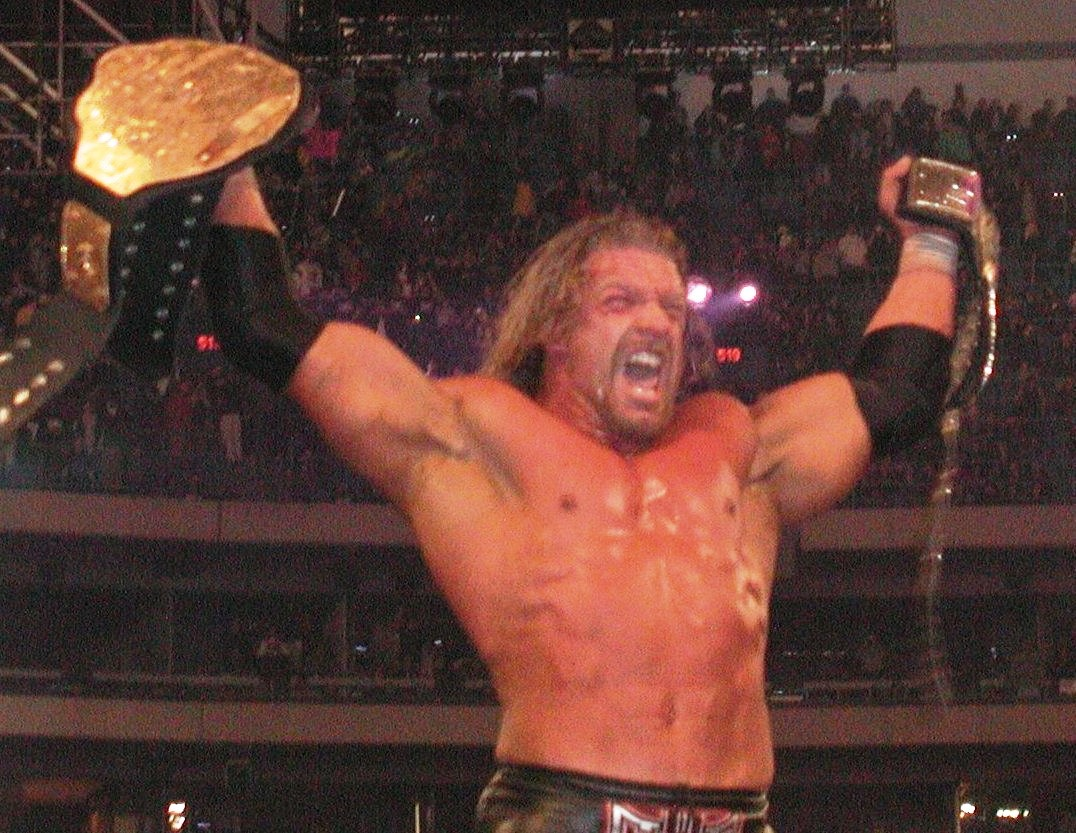
Triple H, după câştigarea centurii WWF Undisputed Championship

- The Rock l-a învins pe Hulk Hogan (16:23)
  - Rock a câștigat prin pinfall, după ce i-a aplicat lui Hogan două Rock Bottoms și un People's Elbow.
  - După finalul meciului, The Rock a sărit în apărarea lui Hogan, care a fost atacat de Hall și Nash.
- Jazz le-a învins pe Trish Stratus și Lita într-un Triple Threat match, păstrându-și centura WWF Women's Championship (6:16)
  - Jazz a numărat-o pe Lita după un Fisherman's Superplex de pe coarda superioară a ringului.
- Lupta pentru centura hardcore s-a încheiat în culise, după ce Maven l-a tras pe Christian dintr-un taxi și l-a numărat, devenind noul campion Hardcore.
- Triple H l-a învins pe Chris Jericho (însoțit de Stephanie McMahon), câștigând centura "Undisputed" WWF Championship (18:41)
  - Triple H a câștigat prin pinfall, după ce i-a aplicat lui Jericho un Pedigree.

## Alți participanți
| Comentatori - Jerry "The King" Lawler - Jim Ross Comentatori spanioli - Carlos Cabrera - Hugo Savinovich Reporteri - Jonathan Coachman - Michael Cole - Lilian Garcia Ring announcer - Howard Finkel | Arbitrii - Mike Chioda - Jack Doan - Brian Hebner - Earl Hebner - Jim Korderas - Theodore Long - Nick Patrick - Chad Patton - Charles Robinson - Mike Sparks - Tim White |

## Trivia
- Aceasta a fost ultima ediție Wrestlemania de dinaintea divizării rosterului WWE ("brand extension").
- Aceasta este singura ediție WrestleMania al cărui nume este format din alăturarea unui numeral roman și unul arab.
- WrestleMania X8 a fost ultimul pay-per-view în cadrul căruia s-a pus în joc simultan titlul Intercontinental, European și cel Hardcore.
- La WrestleMania VI, un adolescent pe nume Adam Copeland (Edge) a vizionat spectacolul din rândul al unsprezecelea al sălii. Peste doisprezece ani, adolescentul se întoarce în arena Skydome, de această dată în ring, ca participant la unul din meciurile de la WrestleMania X8.